# Making Movies
Making Movies là album thứ ba của ban nhạc rock Dire Straits đến từ Vương quốc Anh, phát hành vào năm 1980.
Tạp chí Rolling Stone đã xếp hạng album thứ 52 trong bảng xếp hạng "100 album hay nhất của thập kỷ 80".

## Danh sách các bài trong album
(các bài đều do Mark Knopfler hát, ngoại trừ lời giới thiệu cho bài "Tunnel of Love" lấy từ "The Carousel Waltz" được viết bởi Richard Rodgers và Oscar Hammerstein II)
1. "Tunnel of Love" – 8:08
2. "Romeo and Juliet" – 5:54
3. "Skateaway" – 6:18
4. "Expresso Love" – 5:03
5. "Hand in Hand" – 4:48
6. "Solid Rock" – 3:19
7. "Les Boys" – 4:06

## Tham gia
- Mark Knopfler - ghi ta, hát
- Roy Bittan - keyboard
- John Illsley - ghi ta bass, hát
- David Knopfler - ghi ta
- Sid McGinnis - ghi ta
- Pick Withers - trống, hát

## Sản xuất
- Nhà sản xuất: Mark Knopfler, Jimmy Iovine
- Kỹ thuật: Shelly Yakus
- Trợ lý kỹ thuật: Jeff Hendrickson, Jon Mathias
- Mastering: Greg Calbi
- Remastering: Gregg Geller, Bob Ludwig
- Thiết kế: Neil Terk
- Làm nghệ thuật: Neil Terk
- Chụp ảnh: Brian Griffin
- Nhắc bài: John Collis

## Xếp hạng
Album - Tạp chí Billboard (Bắc Mỹ)
| Năm  | Bảng           | Vị trí |
| ---- | -------------- | ------ |
| 1980 | Album nhạc Pop | 19     |

Đĩa đơn - Billboard (Bắc Mỹ)
| Năm  | Đĩa đơn         | Bảng             | Vị trí |
| ---- | --------------- | ---------------- | ------ |
| 1981 | "Expresso Love" | Mainstream Rock  | 39     |
| 1981 | "Skateaway"     | Mainstream Rock  | 31     |
| 1981 | "Skateaway"     | Đĩa đơn nhạc Pop | 58     |
| 1981 | "Solid Rock"    | Mainstream Rock  | 56     |